# リンパ脈管筋腫症

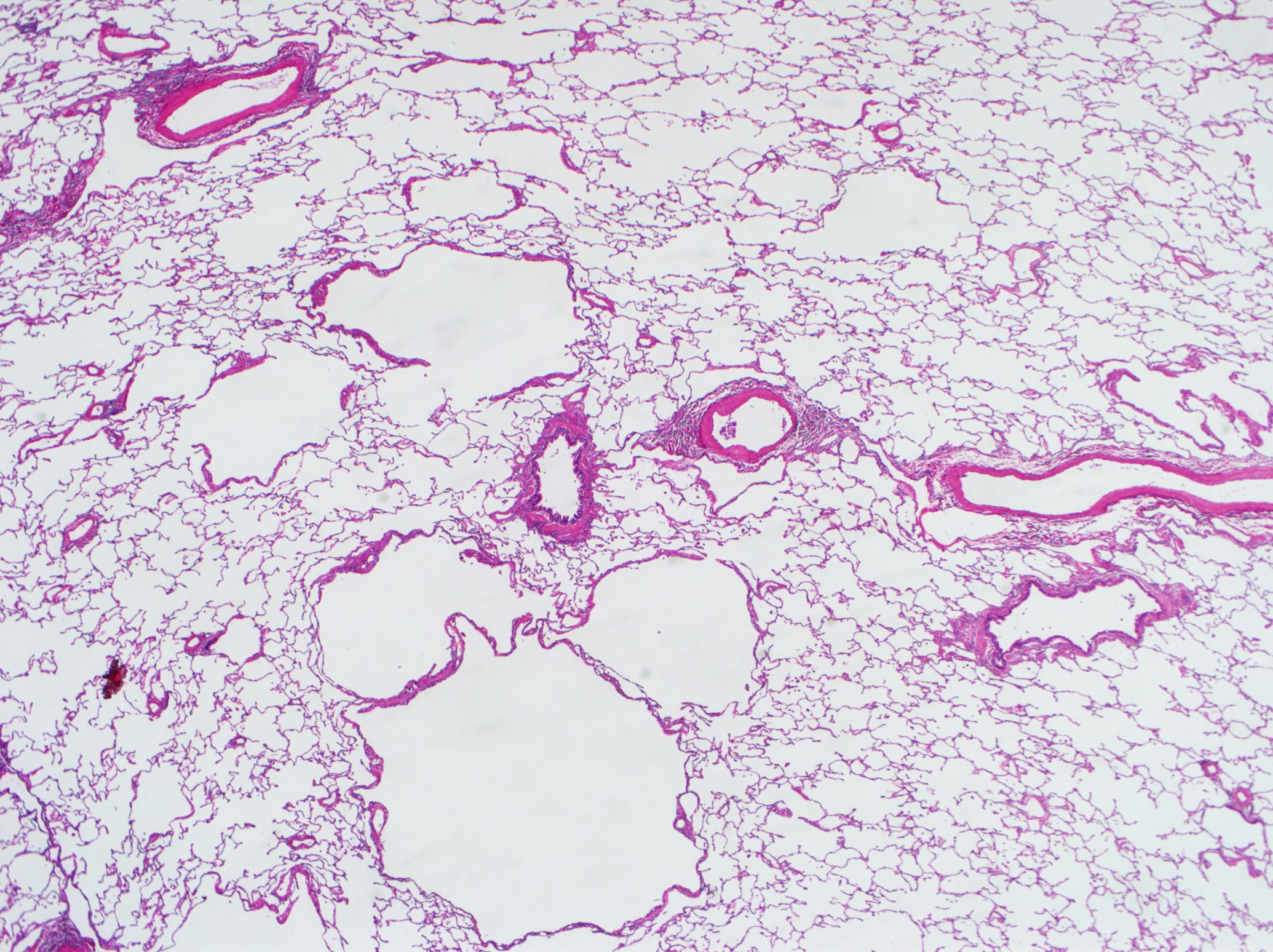
リンパ脈管筋腫症 lymphangioleiomyomatosis HE写真（肺）

リンパ脈管筋腫症（リンパみゃっかんきんしゅしょう、英: Lymphangioleiomyomatosis; LAM）とは、主に30歳前後の妊娠可能な年齢の女性に発症し、LAM細胞が肺や縦隔のリンパ節で増殖し病変を形成する疾患。厚生労働省の特定疾患。

## 病態
平滑筋細胞様形態を示すLAM細胞が、肺や縦隔、また後腹膜や骨盤腔のリンパ節で慢性的に増殖を認める。LAM細胞からは第9染色体の「TSC1」と第16染色体の「TSC2」という2種類の癌抑制遺伝子の異常が認められている。

## 臨床像
30歳前後の妊娠可能な年齢の女性が、気胸、呼吸困難、血痰等で初発症状を呈し、CTや血液の精査にて診断される場合が多い。
気胸は繰り返すことが特徴。CT画像では小さなのう胞が肺全体に見られる。
結節性硬化症に合併する症例も多く、臨床的には以下のように分類されて扱われる。
- TSC-LAM：結節性硬化症に合併したLAM
- sporadic LAM：単独発症のLAM

慢性的に肺の破壊を呈し、時に乳糜胸となり、肺機能が低下して呼吸不全となっていく。
また、臨床的に腎血管筋脂肪腫や後腹膜腔腫瘍を合併している頻度も高い。

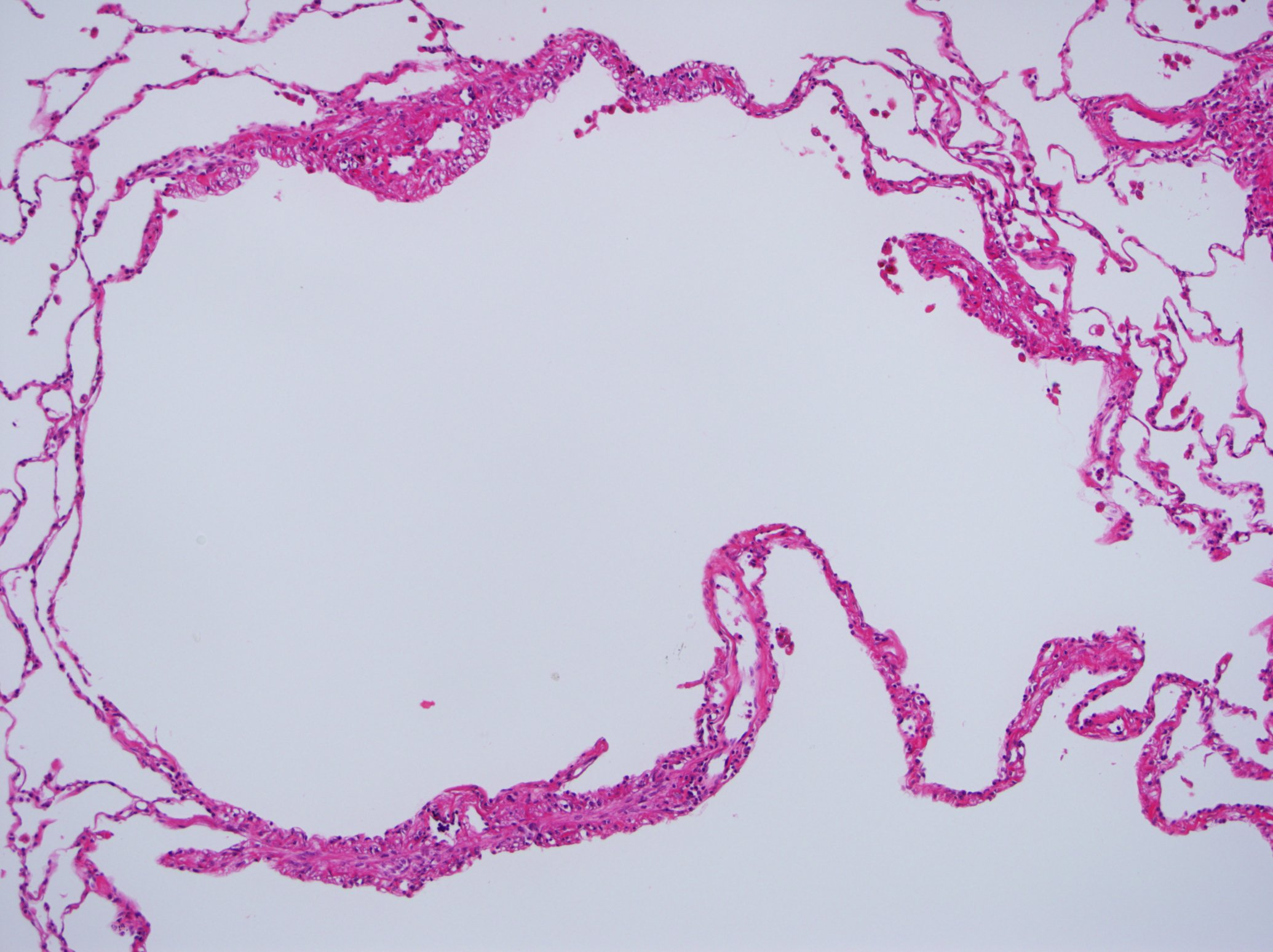
リンパ脈管筋腫症強拡大像。LAM細胞の増殖が観察される。

## 病理
組織的に、LAM細胞と呼ばれる紡錘型細胞と核で細胞内が好酸性を示すものが確認される。LAM細胞は、抗HMB-45抗体や抗α平滑筋アクチン抗体染色で陽性を示す。

## 治療
現在でも確立した治療法は無く、肺病変の進行例では肺移植の対象疾患である。薬物療法として平滑筋細胞増殖抑制効果がある免疫抑制剤のシロリムスの投与によって進行の抑制が報告されてきている。2014年シロリムス製剤である「ラパリムス®」の製造が承認された。